# LibrePlanet

Logo LibrePlanet

LibrePlanet es un proyecto comunitario creado y apoyado por la Fundación para el Software Libre. Su objetivo es la promoción del software libre en todo el mundo, trayendo cada año una conferencia internacional para las comunidades locales y las organizaciones.

## Historia
El proyecto nació en 2006, en una reunión de los miembros asociados a la Fundación y la voluntad de organizarse en grupos geográficos.

## La Conferencia
La conferencia está organizada anualmente por la Fundación para el Software Libre en Boston, sede de la fundación, el día 19 o 20 de marzo de cada año. 
Desde 2007, la FSF organiza una ceremonia para la presentación del precio del software libre

## Lista
- 2015: 21 a 22 de marzo de 2015, MIT Stata Center,  Cambridge, MA.[3] Cambridge, MA.[4]
- 2014: 22 a 23 de marzo de 2014 en Cambridge, MA
- 2013: 23 hasta 24 de marzo de 2013 en Cambridge, MA
- 2012: 24 y 25 de marzo en la Universidad de Massachusetts (Boston).
- 2011: 19 de marzo en «Bunker Hill Community College» (Boston, EE. UU.).
- 2010: del 19 al 21 de marzo en la Universidad de Harvard, Cambridge (Massachusetts).
- 2009: 21 de marzo y 22 de Cambridge (Massachusetts).[5]